# Marburg-Trias
Die Trias von Marburg bezeichnet eine Symptomkonstellation, die bei Multipler Sklerose (Encephalomyelitis disseminata) vorliegen kann. Es finden sich eine temporale Abblassung der Sehnervenpapillen, eine Paraspastik und ein Fehlen der Bauchhautreflexe.
Die Marburg-Trias ist aussagekräftiger als die Charcot-Trias I, die aus einem kombinierten Auftreten von Nystagmus, Intentionstremor und skandierende Sprache (Dysarthrie) besteht.